# Christoph Weigel l'Ancien
Christoph Weigel l'Ancien (en allemand : Christoph Weigel der Ältere), né le 9 novembre 1654 à Redwitz (Marktredwitz) et mort le 5 février 1725  à Nuremberg, est un graveur, galeriste et éditeur allemand.

## Biographie
En 1715-16, il participe à la réalisation de plusieurs cartes Grosser Atlas über die ganze Welt (« Grand atlas du monde ») de Johann Homann.

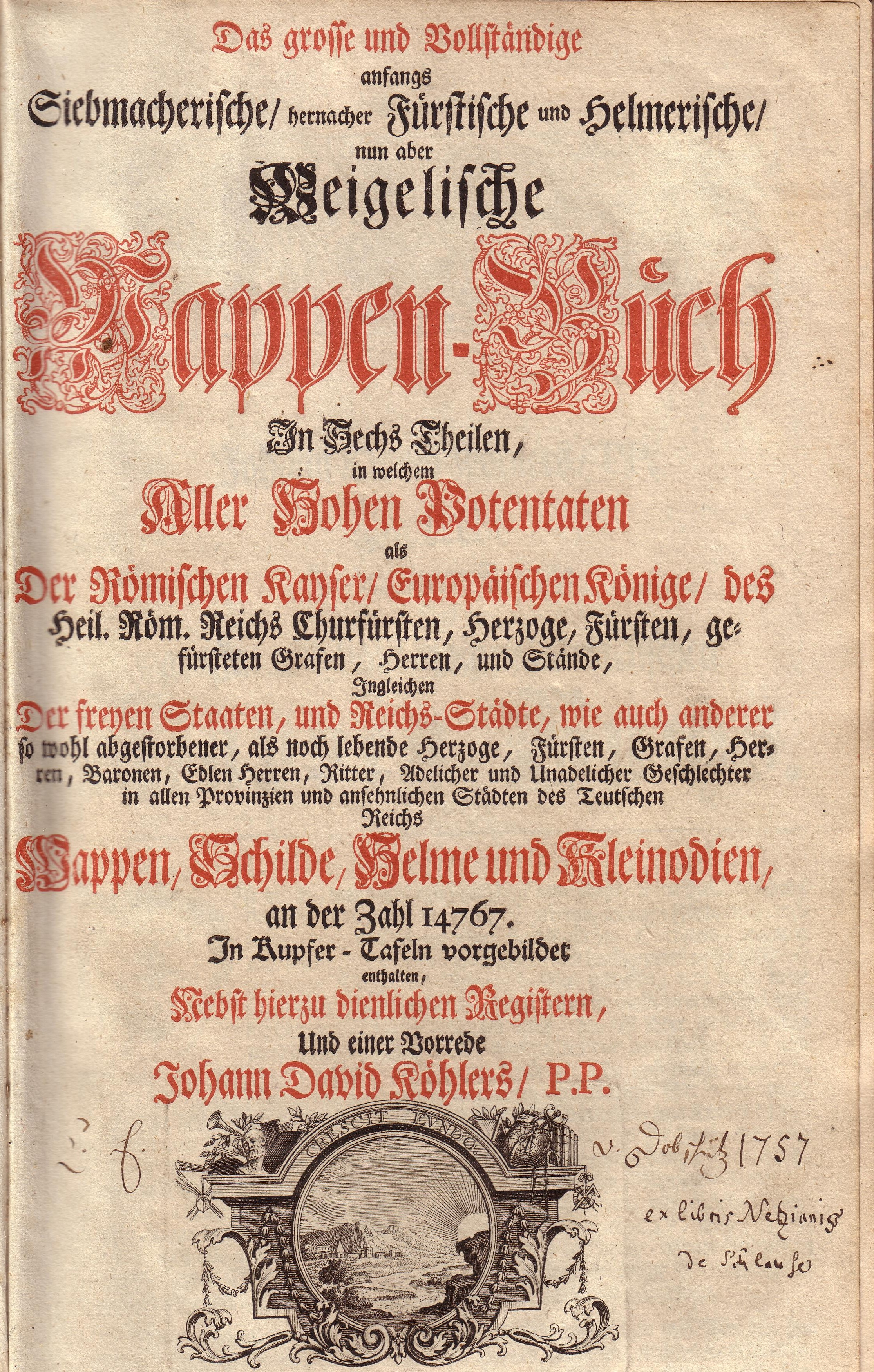
Page de garde d'un livre édité par Christoph Weigel en 1734.

## Publications
- (de) Schock Phantast'n in einem Kasten mit Ihrem Portrait gar net in Kupffer gebracht und ausgelacht, Nuremberg, 1690 (version scannée en ligne)
- (de) Abbildung der gemein-nützlichen Haupt-Stände von denen Regenten und ihren so in Frieden- als Kriegs-Zeiten zugeordneten Bedienten an bisz auf alle Künstler und Handwerker / von Christoph Weigel sur Gallica, 1698
- Ethica Naturalis seu Documenta Moralia e Variis rerum Naturalium proprietatibus Virtutum Vitiorumq symbolicis imaginibus, 1699
- Le Monde dans une noix c'est-à-dire, un Abrégé de l'Histoire universelle-chronologique des avenemens les plus remarquables du monde. » (ORBIS TERRARYM IN NVCE — Die Welt in einer Nuft), 1722